# Jovan Hadžić
Jovan Hadžić magyarosan: Hadzsics János (Zombor, Bács megye, 1799. szeptember 8. – Újvidék, 1869. május 4.) szerb jogász, ügyvéd. Álneve: Miloš Svetić.

## Élete
A gimnáziumot Kalocsán, a bölcseletet és jogot a pesti egyetemen végezte, ahol 1826-ban jogi doktor lett. Ekkor a kormány kinevezte a végvidék ügyészévé. 1830-ban a bácsi szentszék ügyésze s az újvidéki gimnázium igazgatója lett. 1834-ben Újvidék város közönsége tanácsossá választotta. 1837-ben Milos fejedelem meghívására Szerbiába ment, ahol a Gragjanski Zakonikot (polgári törvénykönyv) szerkesztette; ezenkívül egyéb törvényjavaslatokon is dolgozott. Majd ismét visszatért Magyarországra és Újvidék 1847-ben országgyűlési követté választotta. 1850-ben a délmagyarországi bíróságok szervezésére küldték ki; később elnöke volt az újvidéki kerületi bíróságnak. 1854-ben nyugalomba vonult és 1869-ben meghalt.

## Munkái
- Odziv mladija Srbskog duha. Pest. 1821. (Az ifjú szerb szellem visszhangja.)
- Oda imenu Milos. Bécs, 1821. (Oda Miloshoz.)
- Oracija Flakka o stihotvorstvu ... 1817. (Horatius Flaccus poetikája.)
- Dissertatio inaug. juridica de causis matrimonium dissociantibus, juxta disciplinam orthodoxae ecclesiae Chr. orientalis, quam in universitate Pestinensi pro consequenda juris universi doctoratus laurea publicae eruditorum discussioni exhibuit. Budae. 1826.
- Oda na smert Lukijana Mušickog... 1837. (óda Musicki L. halálára.)
- Sud o grammatika V. Babukiča... 1838. (Itélet Babukics Grammatikájáról.)
- Odgowor we odgowor. Belegrád, 1839. és Bécs, 1844. (Válasz a válaszra.)
- Ključ naroda srbskog. Belegrád, 1852. (Kulcs a szerb nyelvhez.)
- Duh naroda srbskog. Karlócza, 1855. (A szerb nemzet szelleme.)
- Natan mudri. Ujvidék, 1855. (Lessing Bölcs Náthánja.)
- Ustanak srbski. Ujvidék, 1861. (Szerb fölkelés.)

Összes művei Dela Jovana Hodinca címmel Újvidéken jelentek meg 1855-58-ban.
Szerkesztette a Srbski Letopis című szerb folyóiratot 1830-31-ben, melynek hét kötete jelent meg Pesten; a Golubica című szerb folyóiratot 1839-44-ben Belgrádban és az Ogledalo Srpka című folyóiratot 1864-ben Újvidéken.
Végül van egy cikke az újvidéki királyi főgimnázium Értesítőjében (1868. Az ujvidéki gör. kel. szerb egyházközségi gymnasium keletkezéséröl és működéséről rövid jelentés.)